# Pioppi sull'Epte (Monet Edimburgo)
Pioppi sull'Epte è un dipinto di Claude Monet; realizzato nel 1891, è conservato nella National Gallery of Scotland di Edimburgo.

## Descrizione
Il dipinto rappresenta degli eleganti pioppi che riflettono la loro sagoma sulle acque del fiume Epte. Fu realizzato dall'artista l'anno successivo al suo trasferimento a Giverny.
L'opera è conservata nella National Gallery of Scotland insieme ad altri due dipinti dell'autore, Effetto di neve e Navigando con luna piena.